# Portillo la Soledad
Portillo la Soledad är en ort i Mexiko.   Den ligger i kommunen Santa Catarina Loxicha och delstaten Oaxaca, i den sydöstra delen av landet, 500 km sydost om huvudstaden Mexico City. Portillo la Soledad ligger 1 433 meter över havet och antalet invånare är 126.
Terrängen runt Portillo la Soledad är huvudsakligen bergig. Portillo la Soledad ligger uppe på en höjd. Runt Portillo la Soledad är det ganska glesbefolkat, med 39 invånare per kvadratkilometer. Närmaste större samhälle är San Agustín Loxicha, 15,3 km sydost om Portillo la Soledad. I omgivningarna runt Portillo la Soledad växer huvudsakligen savannskog.